# شهریار افندی‌زاده
شهریار افندی‌زاده زرگری، سیاستمدار و مدیر اجرایی ایرانی، استاد تمام دانشگاه علم و صنعت، مشاور ارشد وزیر در امور حمل و نقل و رئیس مرکز ملی ایمنی و بررسی سوانح حمل و نقل از ۱۹ دی ۱۴۰۲ است. در ۲۸ بهمن ۱۴۰۲، با حکم علیرضا زاکانی شهردار تهران، به‌عنوان مدیرعامل سازمان حمل و نقل و ترافیک تهران منصوب و تا ۱۱ شهریور ۱۴۰۳ در این سمت بود. افندی‌زاده مدت کوتاهی نیز سرپرست وزارت راه و شهرسازی بوده است.

## سوابق تحصیلی
افندی‌زاده در سال ۱۳۶۳ در مقطع کارشناسی در رشتهٔ مهندسی عمران از دانشگاه علم و صنعت ایران فارغ‌التحصیل شد و سپس کارشناسی ارشد مهندسی راه و ترابری را از دانشگاه علم وصنعت ایران در سال ۱۳۶۸ و دکتری در رشته مهندسی حمل و نقل و ترافیک از دانشگاه کارلتون کانادا را در سال ۱۳۷۵ دریافت کرد.

## سوابق کاری
او هم در دانشگاه علم و صنعت به تدریس مشغول بوده و هم به عنوان مجری پروژه‌های مختلف فعالیت داشته است. او مدارج علمی را تا درجه استاد تمامی در علم صنعت طی کرد.
سمت‌های اجرایی وی عبارت بودند از: عضو اصلی شورای عالی فنی امور زیربنایی حمل و نقل وزارت راه و ترابری، دبیر ملی کمیسیون ایران در کریدور تراسیکا (محور ترانزیت شرق اروپا-آسیا)، مدیرعامل شرکت مطالعات جامع حمل و نقل و ترافیک شهرداری، رئیس سازمان راهداری و حمل و نقل جاده‌ای، مشاور وزیر راه و شهرسازی در امور حمل و نقل و موافقت نامه‌های بین‌المللی، مشاور عالی معاون حمل و نقل و ترافیک شهرداری تهران و معاون حمل و نقل وزارت راه و شهرسازی.
وی به دنبال کناره‌گیری رستم قاسمی به دنبال بیماری به عنوان سرپرست وزارت راه انتخاب شد.
پس از انتخاب بذرپاش به سمت وزارت راه و شهرسازی، وی به ادامه همکاری خود در سمت معاون حمل و نقل وزیر راه و شهرسازی تا دی ۱۴۰۲ ادامه داد.